# Ian Ashley
Hugh Gordon Ian Ashley (ur. 26 października 1947 roku w Wuppertal) – brytyjski kierowca wyścigowy, który ścigał się w Formule dla Tokena, Williamsa, BRM oraz Hesketha.
Ashley rozpoczął starty w 1966 roku, kiedy uczęszczał do Jim Russell Racing School. Był szybki, ale raczej nieregularny i wkrótce otrzymał pseudonim "Crashley". W 1972 roku rozpoczął starty w Formule 5000, w 1973 został mistrzem Europy a rok później był trzeci. W Formule 1 wystąpił po raz pierwszy w 1974, w następnym sezonie występował w zespole Williams. W latach 1975–1977 doznał kilku spektakularnych wypadków. W 1979 zadebiutował w Car Championship w Miami GP. Później wielokrotnie startował w podobnych wyścigach,także i w Formule 1, lecz nic szczególnego nie osiągnął. W trakcie przerwy w karierze był testowym pilotem samolotów odrzutowych w USA. Ostatni raz na torze pojawił się w 2008 roku. Było to na Silverstone.

## Wyniki w Formule 1
| Legenda oznaczeń w tabelach wyników Wyświetl szablon na nowej stronie | Legenda oznaczeń w tabelach wyników Wyświetl szablon na nowej stronie                                                                     |
| Oznaczenie                                                            | Wyjaśnienie |
| --------------------------------------------------------------------- | --- |
| Złoty                                                                 | Zwycięzca lub mistrzostwo |
| Srebrny                                                               | 2. miejsce lub wicemistrzostwo |
| Brązowy                                                               | 3. miejsce lub II wicemistrzostwo |
| Zielony                                                               | Ukończył, punktował (w klasyfikacji generalnej, gdy zdobył co najmniej jeden punkt na przestrzeni sezonu, poza trzema powyższymi opcjami) |
| Niebieski                                                             | Ukończył, nie punktował (w klasyfikacji generalnej, gdy nie zdobył co najmniej jednego punktu na przestrzeni sezonu)                      |
| Czerwony                                                              | Nie zakwalifikował się (NZ) |
| Czerwony                                                              | Nie prekwalifikował się (NPK) |
| Różowy                                                                | Nie ukończył (NU) |
| Różowy                                                                | Niesklasyfikowany (NS) (w klasyfikacji generalnej, gdy nie został sklasyfikowany w żadnym wyścigu sezonu)                                 |
| Czarny                                                                | Zdyskwalifikowany (DK) |
| Czarny                                                                | Wykluczony (WYK/EX) |
| Biały                                                                 | Nie wystartował (NW) |
| Biały                                                                 | Kontuzjowany (K/INJ) |
| Biały                                                                 | Wyścig odwołany (OD/C) |
| Bez koloru                                                            | Został wycofany (WYC/WD) |
| Bez koloru                                                            | Nie przybył (NP/DNA) |
| Bez koloru                                                            | Nie brał udziału w treningach (NT/DNP) |
| Bez koloru                                                            | Nie został zgłoszony (–) |
| Pogrubienie                                                           | Start z pole position |
| Kursywa                                                               | Najszybsze okrążenie wyścigu |
| †                                                                     | Nie ukończył, ale jego rezultat został zaliczony ze względu na przejechanie więcej niż 90% dystansu wyścigu.                              |
| *                                                                     | Sezon w trakcie |
| 1/2/3                                                                 | Punktowana pozycja w sprincie kwalifikacyjnym                                                                                             |
| Lista systemów punktacji Formuły 1                                    | |

| Rok  | Zespół                     | Samochód      | Silnik      | 1      | 2   | 3   | 4   | 5   | 6   | 7   | 8   | 9   | 10  | 11     | 12     | 13     | 14     | 15     | 16     | 17  | Msc. | Pkt. |
| ---- | -------------------------- | ------------- | ----------- | ------ | --- | --- | --- | --- | --- | --- | --- | --- | --- | ------ | ------ | ------ | ------ | ------ | ------ | --- | ---- | ---- |
| 1974 | Token Racing               | Token RJ02    | Cosworth V8 | ARG    | BRA | ZAF | ESP | BEL | MCO | SWE | NLD | FRA | GBR | DEU 14 | AUT NS | ITA    |        |        |        |     | –    | 0    |
| 1974 | Chequered Flag             | Brabham BT42  | Cosworth V8 |        |     |     |     |     |     |     |     |     |     |        |        |        | CND NZ | USA NZ |        |     | –    | 0    |
| 1975 | Frank Williams Racing Cars | Williams FW03 | Cosworth V8 | ARG    | BRA | ZAF | ESP | MCO | BEL | SWE | NLD | FRA | GBR | DEU NW | AUT    | ITA    | USA    |        |        |     | –    | 0    |
| 1976 | Stanley BRM                | BRM P201B     | BRM V12     | BRA NU | ZAF | USW | ESP | BEL | MCO | SWE | FRA | GBR | DEU | AUT    | NLD    | ITA    | CND    | USA    | JPN    |     | –    | 0    |
| 1977 | Hesketh Racing             | Hesketh 308E  | Cosworth V8 | ARG    | BRA | ZAF | USW | ESP | MCO | BEL | SWE | FRA | GBR | DEU    | AUT NZ | NLD NZ | ITA NZ | USA 17 | CND NW | JPN | –    | 0    |